# Aladim (futebolista)
Geraldo Teixeira (Natal, 15 de maio de 1937), popularmente conhecido como Aladim, é um ex-futebolista brasileiro.

## Carreira
Aladim iniciou sua carreira de atleta no América de Natal. Em 1962, foi contratado pelo São Cristovão.
Defendeu também as cores da Seleção Potiguar no Campeonato Brasileiro de Seleções Estaduais..

## Jogos Olímpicos
Aladim fez parte do elenco da Seleção Brasileira nos Jogos Olímpicos de 1964, em Tóquio.

## Conquistas
Seleção Brasileira Militar
- Campeão Sul-Americano de Amadores[2]